# Filtar promenljivog stanja
Filtar promenljivog stanja je tip aktivnog filtera. On se sastoji od jednog ili više integratora, povezanih u konfiguraciji povratne sprege.

## KHN filtar
KHN (Kerwin-Huelsman-Newcomb) filtar je aktivni, bikvadni elektronski filtar koji ima samo jedan ulaz i tri izlaza:
- niskopropusnog opsega učestanosti (engl. lowpass)
- visokopropusnog opsega učestanosti (engl. highpass) i
- propusnika opsega učestanosti (engl. bandpass).

KHN je filtar drugog reda (bikvadratni) i predstavlja jednu od najpoznatijih multifunkcionalnih struktrura za filtriranje signala. Prenosna funkcija filtra visokopropusnog opsega učestanosti glasi : 
KHN je bikvadratni filtar jer njegovo izvođenje potiče iz navedene funkcije prenosa koja predstavlja odnos dve kvadratne jednačine ( u Z domenu ). 
Ulazni signal je označen sa Vin, izlaz koji propušta visoke učestanosti je označen sa HP a izlaz niskih učestanosti LP.
Uprošćavanjem kola :
dobijamo faktor dobrote kola (Q) i rezonantnu učestanost (Fo):

### Struktura KHN filtra
U strukturu KHN filtra ulaze dva operaciona pojačavača (integratori) povezana povratnom spregom. Operacioni pojačavač integrator je električno kolo koje predstavlja matematičku operaciju integraljenja. Integrator integrali ulazni signal. 
KHN filtar karakterišu  faktor dobrote (Q) i rezonantna učestanost  (f₀).  Njegova sva tri izlaza rade simultano. KHN je univerzalni filtar jer poseduje tri različita izlaza i najčešće je upotrebljivani RC filtar pomoću koga se realizuju različite funkcije filtra bez ikakve promene povezivanja kola ( bez promene topologije ).

### Analiza KHN filtra
Električno kolo KHN filtra se na visokim učestanostima ulazne struje uprošćava posmatranjem kondenzatora kao kratkih spojeva, a pri niskim učestanostima ulazne struje, kondenzatori se posmatraju kao prekidi.  

### Upotreba KHN filtra
KHN filtar se koristi u faznoj modulaciji, stereo demodulaciji, tonskom dekodiranju i touch tone telefonima.